# Občanská garda (Španělsko)
Občanská garda (španělsky Guardia Civil; [ˈɡwaɾðja θiˈβil]) je jedna ze dvou španělských národních ozbrojených složek. Jako národní četnická jednotka má vojenskou povahu a odpovídá za občanskou policejní činnost v působnosti ministerstva vnitra a ministerstva obrany. Úloha ministerstva obrany je omezena s výjimkou válečného stavu, kdy má ministerstvo výlučnou pravomoc. Sbor je hovorově známý jako benemérita (zasloužilí nebo vážení). V každoročních průzkumech se obecně umisťuje jako nejvíce Španěly ceněná národní instituce, těsně následovaná dalšími ozbrojenými složkami a silami.

## Historie

### Původ
Guardia Civil byla založena jako národní policie v roce 1844 za vlády královny Isabely II. Španělské 2. vévodou z Ahumady a 5. markýzem z Amarillas, potomkem v 11. generaci aztéckého císaře Moctezumy II. Dříve bylo vymáhání práva v kompetenci „Svatého bratrstva“, organizace městských lig. Korupce byla v Bratrstvu všudypřítomná. Úředníci neustále podléhali místnímu politickému vlivu a systém byl mimo velká města z velké části neúčinný. Zločinci mohli často uniknout spravedlnosti tak, že se jednoduše přestěhovali z jednoho okresu do druhého. První policejní akademie Guardia byla založena ve městě Valdemoro jižně od Madridu v roce 1855. Absolventi dostali nyní slavný klobouk tricorne nebo Cavaliers jako součást jejich služební uniformy.

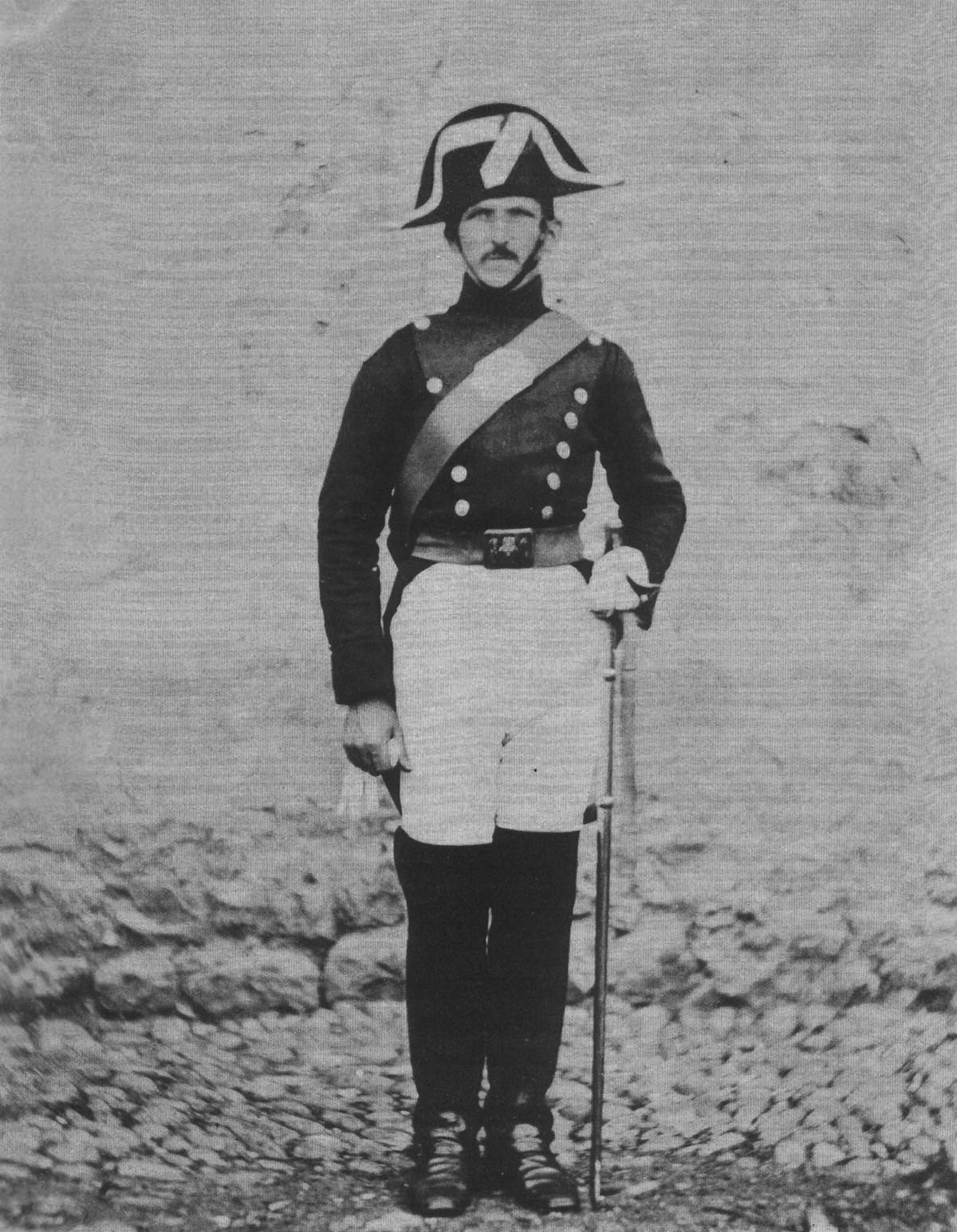
Vůbec první fotografie Guardia Civil někde mezi lety 1855 a 1857 v Reinose ve Španělsku

Guardia byla původně pověřena potřením lupičství na národních dálnicích, zejména v Andalusii, která se stala proslulou četnými loupežemi a přepadáváním obchodníků, pouličních prodavačů, cestovatelů a dokonce zahraničních turistů. Banditství v této oblasti bylo tak endemické, že pro Guardii bylo obtížné ho úplně vymýtit. Ještě v roce 1884 jeden tehdejší cestovatel uvedl, že v Málaze a jejím okolí se stále vyskytuje:
Oblíbenou a originální metodou loupežníka z Malagueña je tiše se připlížit za svou obětí, pláštěm jí zakrýt hlavu a paže a poté ji zbavit cenností. Pokud by se bránila, obratným úderem nože je okamžitě vykuchána...[Španělský loupežník] nosí spoustu amuletů a talismanů...všechno s nepochybnou účinností proti dýce protivníka nebo pušce občanské gardy.

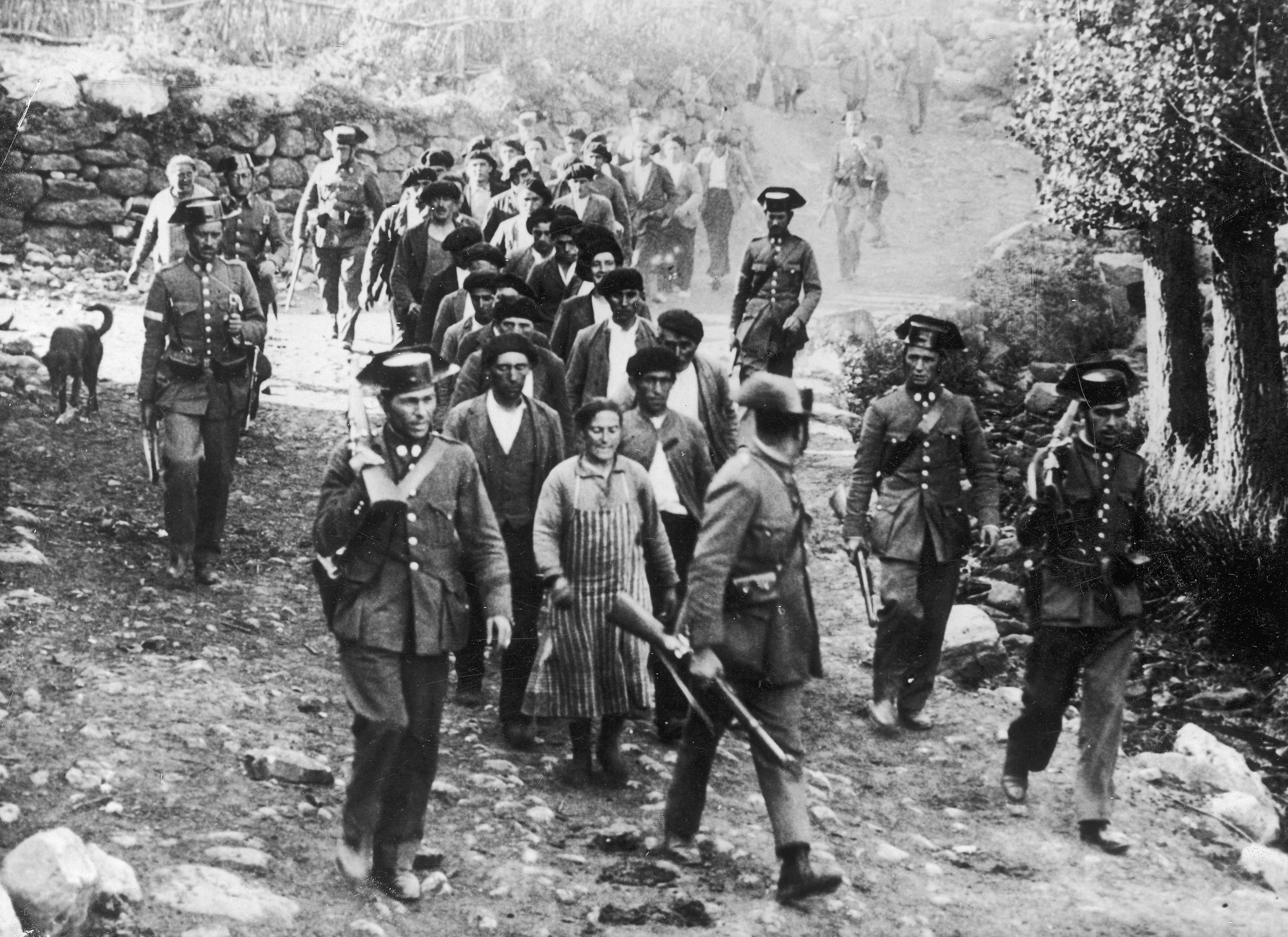
Řada členů Guardia Civil během Asturské revoluce v roce 1934 v Brañoseře

Guardia Civil také dostala od krále politický úkol obnovit a udržovat vlastnictví půdy a nevolnictví mezi španělským rolnictvem. Král chtěl zastavit šíření antimonarchistických hnutí inspirovaných Velkou francouzskou revolucí. Konec první karlistické války v kombinaci s nerovným rozdělením půdy, které bylo důsledkem prvního Desamortización premiéra Juana Álvareze Mendizábala (1836–1837), zanechal španělskou krajinu zničenou občanskou válkou a sociálními nepokoji a vláda byla nucena podniknout drastické kroky k potlačení spontánních vzpour neklidného rolnictva. Na základě modelu lehké pěchoty používané Napoleonem během jeho evropských taženích se Guardia Civil proměnila ve vojenskou sílu s vysokou mobilitou, která mohla být nasazena bez ohledu na nehostinné podmínky, schopná hlídkovat a pacifikovat velké venkovské oblasti. Její členové, zvaní „guardias“, dodnes udržují základní hlídkovou jednotku tvořenou dvěma agenty, obvykle nazývanými „pareja“ (pár), ve které jeden z „guardií“ zahájí zásah, zatímco druhý „guardia“ slouží jako záloha toho prvního.
Za monarchie před rokem 1931 byly vztahy mezi Gitanosy a Občanskou gardou obzvláště napjaté.

### Občanská válka (1936–1939)

Znak republikánské občanské gardy (1931–1939)

Během španělské občanské války se síly Guardia Civil rozdělily téměř rovnoměrně mezi ty, kteří zůstali loajální k Republice, 53 % členů (kteří změnili svůj název na Guardia Nacional Republicana – „Republikánská národní garda“) a povstalecké síly. Nejvyšší autorita sboru, generální inspektor Sebastián Pozas, však zůstal loajální republikánské vládě. Jejich příspěvek k republikánskému válečnému úsilí byl neocenitelný, ale ukázal se jako účinný na obou stranách v městském boji.
Podíl členů Guardia Civil, kteří podporovali povstaleckou frakci v době převratu v roce 1936, byl relativně vysoký ve srovnání s jinými španělskými policejními sbory, jako jsou Guardias de Asalto a Carabineros (Real Cuerpo de Carabineros de Costas y Fronteras), kde když začala občanská válka, zůstalo více než 70 % jejich členů loajální ke Španělské republice.
Loajální generál Guardia Civil José Aranguren, velitel 4. organické divize a vojenský guvernér Valencie, byl zatčen vítěznými frankistickými jednotkami, když koncem března 1939 vstoupili do města Valencie. Poté, co byl postaven před vojenský soud, dostal trest smrti a byl popraven 22. dubna téhož roku.

### Koloniální služba
Místně naverbované jednotky Guardia Civil byly zaměstnávány ve španělských zámořských územích. Ty zahrnovaly tři tercia (pluky) na Filipínách a dvě roty v Portoriku před rokem 1898. V roce 1885 sloužilo na Kubě přes šest tisíc členů Občanské gardy, jak domorodých, tak španělských, a menší jednotky byly následně vytvořeny v Ifni a Španělské Guineji.

### Během frankistické éry (1939–1975) a pokusu o státní převrat 1981
Po občanské válce, pod diktaturou generála Francisca Franca (1939–1975), byla Guardia Civil posílena o členy Carabineros.
Kritici Guardia Civil ukazují na četné případy policejní brutality kvůli spojení organizace s Francovým režimem. Skutečnost, že Guardia z velké části působila ve převážně venkovských a izolovaných částech země, zvyšovala riziko policejního porušování individuálních občanských práv v důsledku nedostatečného dohledu a odpovědnosti. Básně Garcíi Lorcy přispěly k pověsti Guardia Civil jako, alespoň v té době, tyranské policejní síly.
Zapojení představitelů Guardia Civil do politiky pokračovalo až do konce dvacátého století: 23. února 1981 se podplukovník Antonio Tejero Molina, člen Guardia Civil, zúčastnil s dalšími vojenskými silami neúspěšného státního převratu 23-F. Spolu s 200 členy Guardia Civil se krátce zmocnil dolní komory Kortesů, než se puč zhroutil po celonárodně vysílaném projevu krále Juana Carlose, který ho odsoudil.

## Moderní síla
Guardia Civil jako policejní síla má kromě své tradiční role další úkoly.

Hlídková loď španělské občanské gardy Rio Segura kotvila 8. března 2014 v Dakaru v Senegalu během cvičení proti narkotikům a šíření zbraní Saharan Express

Je to největší policejní sbor ve Španělsku, pokud jde o obsluhovanou oblast. Dnes je primárně odpovědný za policejní kontrolu a/nebo bezpečnost týkající se následujících (nikoli však výhradně) oblastí a/nebo otázek souvisejících s bezpečností (uvedené bez zvláštního pořadí):
- vymáhání práva na celém španělském území, s výjimkou měst nad 20 000 obyvatel
- dálniční hlídka
- ochrana španělského krále a dalších členů španělské královské rodiny
- vojenská policie v rámci vojenského nasazení v zámoří
- protidrogové operace
- operace proti pašování
- celní a vstupní kontrola v přístavech
- ochrana letišť
- bezpečnost věznic a zabezpečení vězňů
- zbrojní průkazy a kontrola zbraní
- bezpečnost pohraničních oblastí
- likvidace bomb a výbušnin (TEDAX)
- jednotka pro vysoce rizikové a speciální operace (UEI)
- pobřežní hlídka
- policejní nasazení v zahraničí (velvyslanectví)
- shromažďování zpravodajských informací, boj proti terorismu a kontrarozvědka (SIGC)
- potápěčská jednotka (GEAS)
- kybernetická a internetová kriminalita
- vyhledávání a záchrana v horách (GREIM)
- povolení k lovu a vymáhání práva v oblasti životního prostředí (SEPRONA)

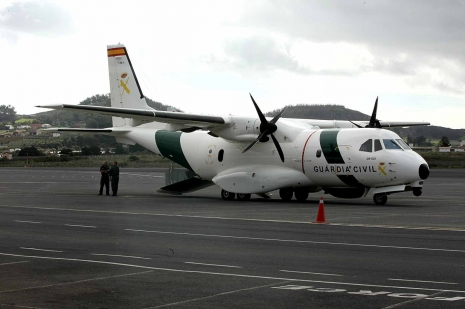
Pozorovací letoun CASA CN-235 Guardia Civil

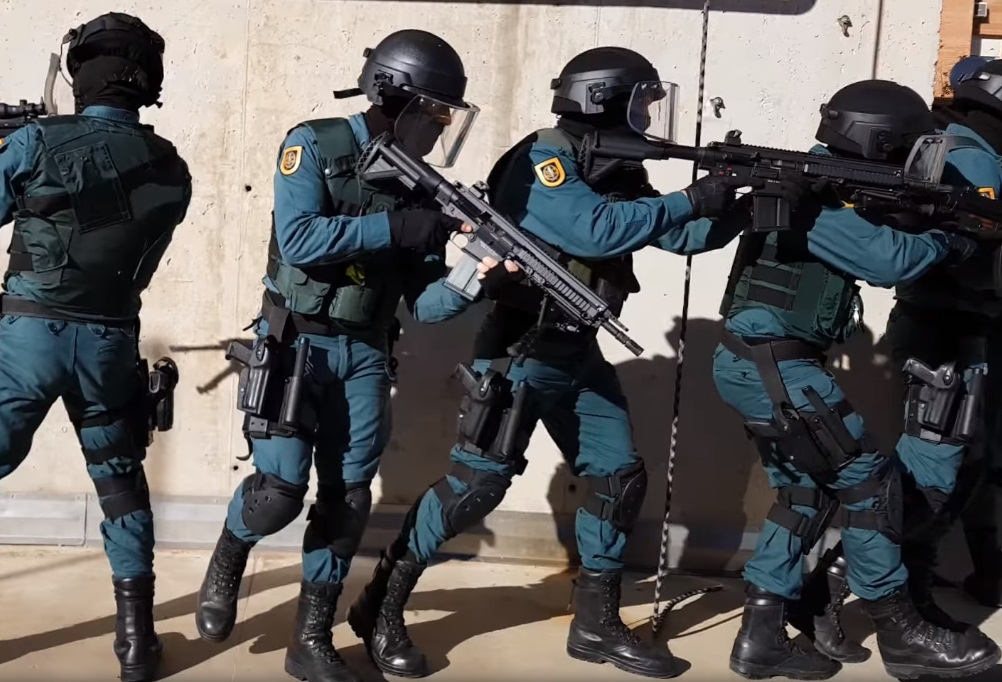
Síla rychlé reakce, Grupo de Acción Rápida, Občanské gardy

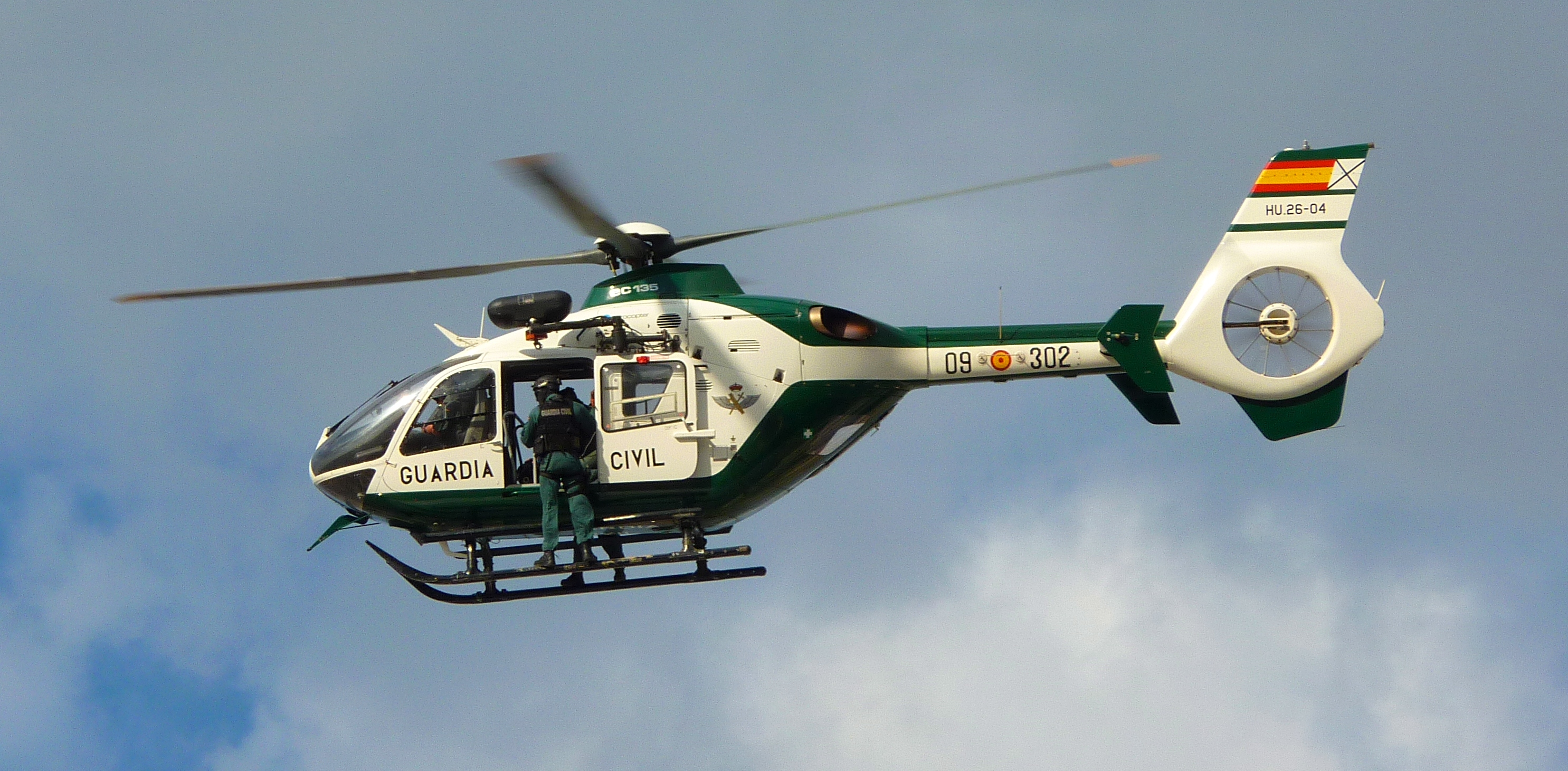
Eurocopter EC-135P-2 španělské Občanské gardy převážející příslušníky Unidad Especial de Intervención (jednotka zvláštního zásahu)

## Udržování míru a další operace
Guardia Civil byla jako mírové jednotky zapojena do operací sponzorovaných Organizací spojených národů, včetně operací v Bosně a Hercegovině, Angole, Kongu, Mosambiku, Nikaragui, Haiti, Východním Timoru a Salvadoru. Sloužila také u španělského kontingentu ozbrojených sil ve válce v Iráku, především jako vojenská policie, ale také při shromažďování zpravodajských informací, při čemž bylo zabito sedm jejích členů.
Během války v Afghánistánu byla do oblasti Kábulu krátce po invazi v roce 2002 nasazena větev rychlé reakce Guardia Civil; Grupo de Acción Rápida (GAR). Působila jako ochranný tým vysokého představitele Evropské unie. Své služby udrželi až do roku 2008. V tomto období byly do Afghánistánu nasazeny v rámci mírového úsilí také Agrupación de Trafico (dopravní skupina), Jefatura Fiscal y de Fronteras (celní a finanční služba), Policía Judicial (justiční policie) a Seguridad Ciudadana (služba veřejného pořádku a prevence).
Po roce 2009 se mise Občanské gardy v Afghánistánu zaměřila na výcvik místních bezpečnostních sil. V tomto období byla do Afghánistánu vyslána protiteroristická větev Guardia Civil, Unidad de Acción Rural (UAR), k výcviku afghánské národní policie jako součást týmu policejních poradců ISAF (PAT), dříve Policejní operační mentorský a styčný tým (POMLT).
Kromě el instituto armado („ozbrojený ústav“) je Guardia Civil známá jako la benemérita („dobře pamatovaná“). Sloužili ve španělských koloniích, včetně Kuby, Portorika, Filipín, Španělské Guineje a Španělského Maroka.
Guardia Civil má sesterskou sílu v Kostarice nazývanou také Guardia Civil. Kostaričtí „guardias“ často trénují ve stejné akademii jako běžní španělští důstojníci.
Během irácké občanské války byly GAR nasazeny v Iráku, aby cvičily a pomáhaly irácké federální policii v boji proti militantům ISIS.

## Uniformy

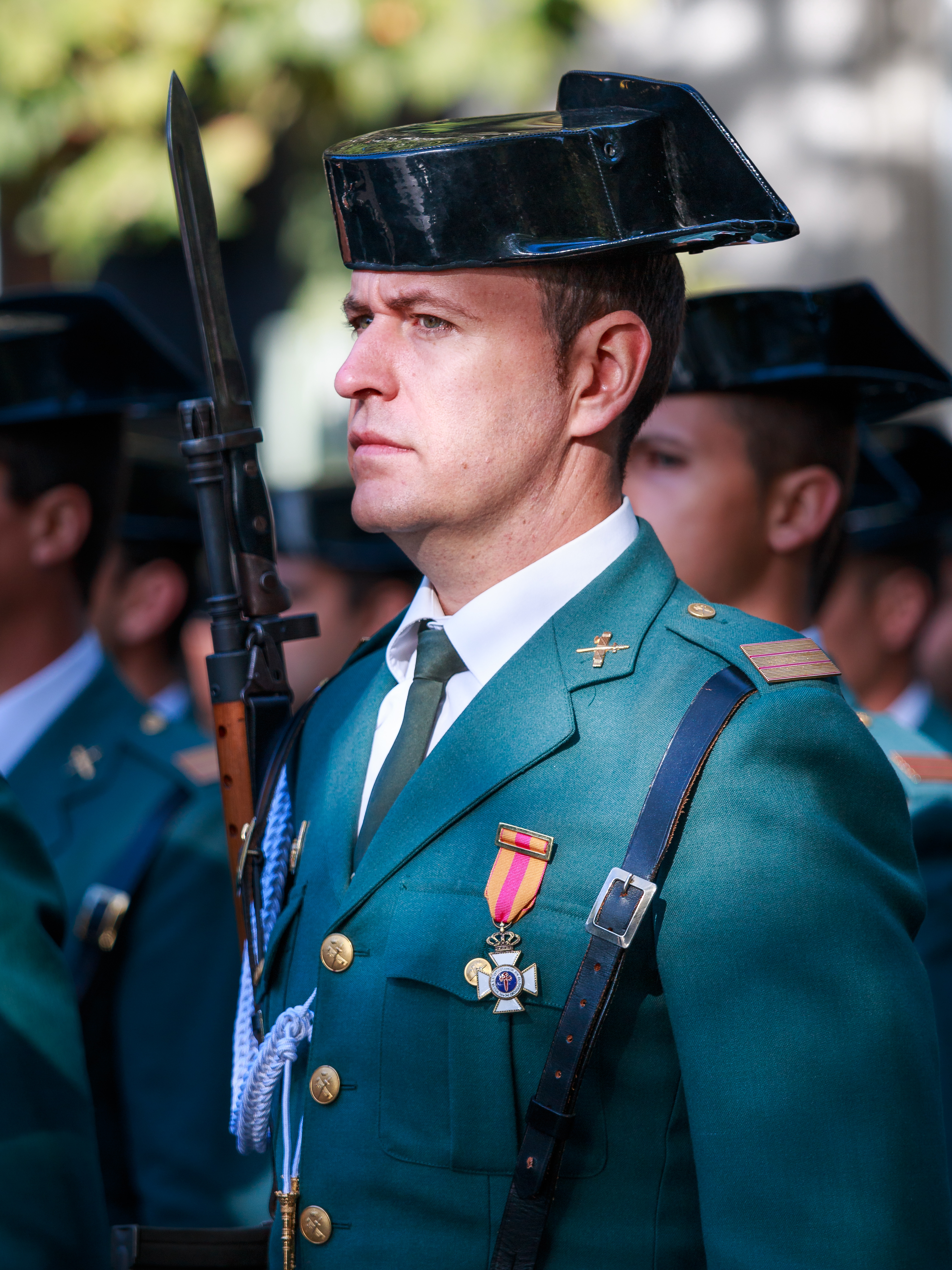
Člen Občanské gardy v klobouku tricornio během oslav národního dne v Madridu

V současné době se nosí široká škála oděvů podle charakteru vykonávaných povinností (viz diagram níže).
Tradiční pokrývkou hlavy Guardie je klobouk tricornio, původně třírohý klobouk. Jeho použití je nyní vyhrazeno pro slavnostní přehlídky a službu mimo veřejné budovy, společně s tunikou a kalhotami v armádním stylu, které se dříve nosily. Pro jiné příležitosti se nosí čepice nebo baret.
Historická modrá, bílá a červená uniforma Guardie je nyní zachována pouze pro Občanskou gardovou rotu královské gardy a gastadory Akademie občanské gardy.
Modernizovaný nový styl pracovní uniformy byl oznámen v roce 2011 a všeobecně přijat během roku 2012. Skládá se ze zelené baseballové čepice, polo trička a cargo kalhot. „Tereziánská čepice“ podobná képi byla zrušena.
| Uniformy Občanské gardy |                       |                                    |                    |               |        |     |          |
|                         |                       |                                    |                    |               |        |     |          |
| Hlídka                  | Hlídka Silniční vesta | Dopravní skupina Motocyklista ATGC | Námořník Kombinézy | Námořník Léto | USECIC | GAR | GRS Zima |

|                 |              |                           |                        |                        |                    |                  |                                  |
|                 |              |                           |                        |                        |                    |                  |                                  |
| GREIM Záchranář | GEAS Potápěč | Kamufláž Vojenská policie | Pracovní oblečení Zima | Pracovní oblečení Léto | Kompletní oblečení | Večerní oblečení | Ceremoniální oblečení Historická |

## Organizace a specializace

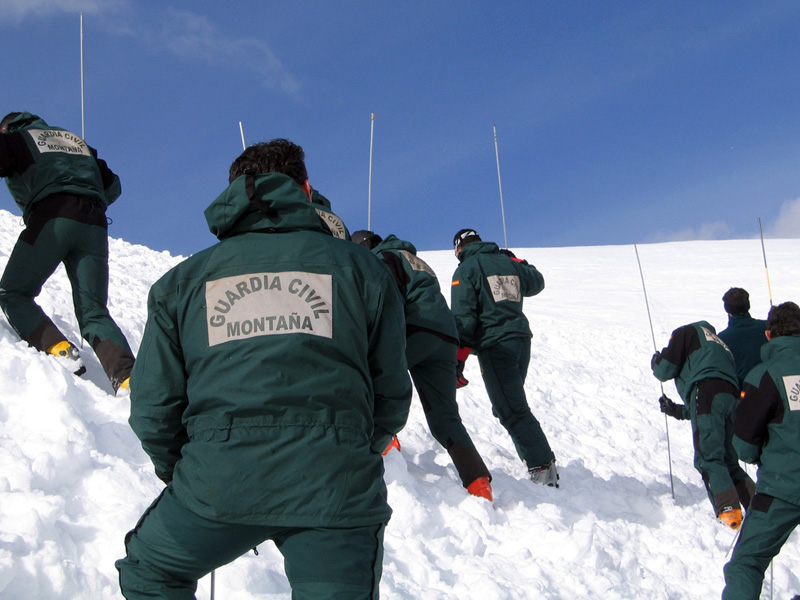
Skupina horských záchranářů (GREIM) z Občanské gardy při nácviku lavinové záchrany

Znak Občanské gardy 1939–1977

Sbor je organizován do různých specializací rozdělených na operační a podpůrné:
- UAR (Unidad de Acción Rural) – Venkovská větev taktické služby Guardia Civil
- Seguridad Ciudadana – Služba veřejného pořádku a prevence, která tvoří většinu Guardia Civil
- GEAS (Grupo Especial de Actividades Subacuáticas) – Potápěči
- GTRIM Grupos de Rescate e Intervención en Montaña
- GRS (Grupo de Reserva y Seguridad) – Bezpečnostní skupina, zapojená do kontroly nepokojů a zahrnuje personál Kavalerie Občanské gardy
- SEMAR (Servicio Marítimo) – Námořní služba Guardia Civil, pověřená dohledem nad mořským pobřežím a kontrolami rybolovu
- SEPRONA (Servicio de Protección de la Naturaleza) – Služba ochrany přírody, pro ochranu životního prostředí
- SAER (Servicio Aéreo) – Letecká služba Guardia Civil
- Servicio Cinológico – Jednotka K-9 pro detekci drog a výbušnin a vyhledávání osob
- GREIM (Grupos de Rescate e Intervención en Montaña / Servicio de Montaña) – Horská a speleologická záchrana
- Jefatura Fiscal y de Fronteras – Celní a daňové služby
- SIGC (Servicio de Informacion de la Guardia Civil) – Zpravodajská služba
- TEDAX (Técnicos Especialistas en Desactivación de Artefactos Explosivos) – Likvidace bomb a výbušnin
- Agrupación de Tráfico – Dopravní skupina, jednotka Dálniční hlídky Občanské gardy, pověřená kontrolou dálnic a hlavních silnic
- GAR (Grupo de Acción Rápida) – Skupina rychlé reakce. Speciální protiteroristická jednotka působící na území celého Španělska a účastnící se některých zahraničních misí
- UCO (Unidad Central Operativa) – Centrální operační jednotka, větev Policía Judicial zaměřená na komplexní či celostátní vyšetřování
- UEI (Unidad Especial de Intervención) – Speciální zásahová jednotka
- ODAIFI  (Oficinas de Análisis e Investigación Fiscal) – Vyšetřování za účelem stíhání trestných činů, zejména odhalování pašovaného zboží (zejména peněz, drog, odcizených předmětů a CITES) na místech vstupu do Španělska.
- USESIC  (Las Unidades de Seguridad Ciudadana de la Comandancia) – Elitní síly připojené k některým oblastním velitelstvím

## Požadavky
- Španělské občanství
- Dobrá standardní nebo rodná znalost španělského jazyka
- Kadeti v šestnácti a dospělí slouží mezi osmnácti a jednatřiceti lety
- Více než 1,65 metru (muži) a 1,55 metru (ženy) vysocí
- Povinné střední vzdělání (ESO)
- Žádný záznam o chronické nemoci a obecně dobrý zdravotní stav
- Schopnost plavat